# Isturgia adspersaria
Isturgia adspersaria är en fjärilsart som beskrevs av Fabricius 1787. Isturgia adspersaria ingår i släktet Isturgia och familjen mätare. Inga underarter finns listade i Catalogue of Life.